# John Basilone
John Basilone, född 4 november 1916 i Buffalo, New York, USA, död 19 februari 1945 på Iwo Jima, Japan (stupad i strid), var en amerikansk marinkårssoldat som tilldelades Medal of Honor (tapperhetsmedalj) för sina insatser i slaget om Guadalcanal under andra världskriget. Han var den ende marinkårssoldat, som tagit värvning under andra världskriget, som tilldelades både Medal of Honor och Navy Cross.
Basilone tjänstgjorde i tre år i USA:s armé med tjänstgöring på Filippinerna innan han gick med i marinkåren 1940. Efter marinkårsutbildningen fick han tjänstgöra i Guantánamobukten, Kuba, på Salomonöarna och sedermera på Guadalcanal där han stoppade 3 000 japanska soldater efter att hans enhet på 15 man endast bestod av två man till. Han stupade i strid under första dagen av slaget om Iwo Jima, varefter han postumt tilldelades Navy Cross. Han hedrades med att bland annat gator, militäranläggningar och en jagare uppkallades efter honom.

## Populärkultur
I HBO:s TV-serie The Pacific gestaltades Basilone av den amerikanske skådespelaren Jon Seda.